# Silicernius
Silicernius is een geslacht van kevers uit de familie  
kniptorren (Elateridae).
Het geslacht is voor het eerst wetenschappelijk beschreven in 1859 door Heyden.

## Soorten
Het geslacht omvat de volgende soort:
- Silicernius spectabilis Heyden, 1859